# Dreieck Potsdam
Dreieck Potsdam is een knooppunt in de Duitse deelstaat Brandenburg.
Op dit knooppunt sluit de A9 vanuit Leipzig aan op de A10 de Berliner Autobahnring.

## Geografie
Het knooppunt ligt in de gemeente Schwielowsee in het Landkreis Potsdam-Mittelmark.
Steden en dorpen in de buurt van het knooppunt zijn Beelitz, Weder en Seddiner See.
Het knooppunt ligt ongeveer 45 km ten zuidwesten van het centrum van Berlijn, ongeveer 15 km ten zuidwesten van Potsdam en ongeveer 115 km ten noorden van Leipzig.

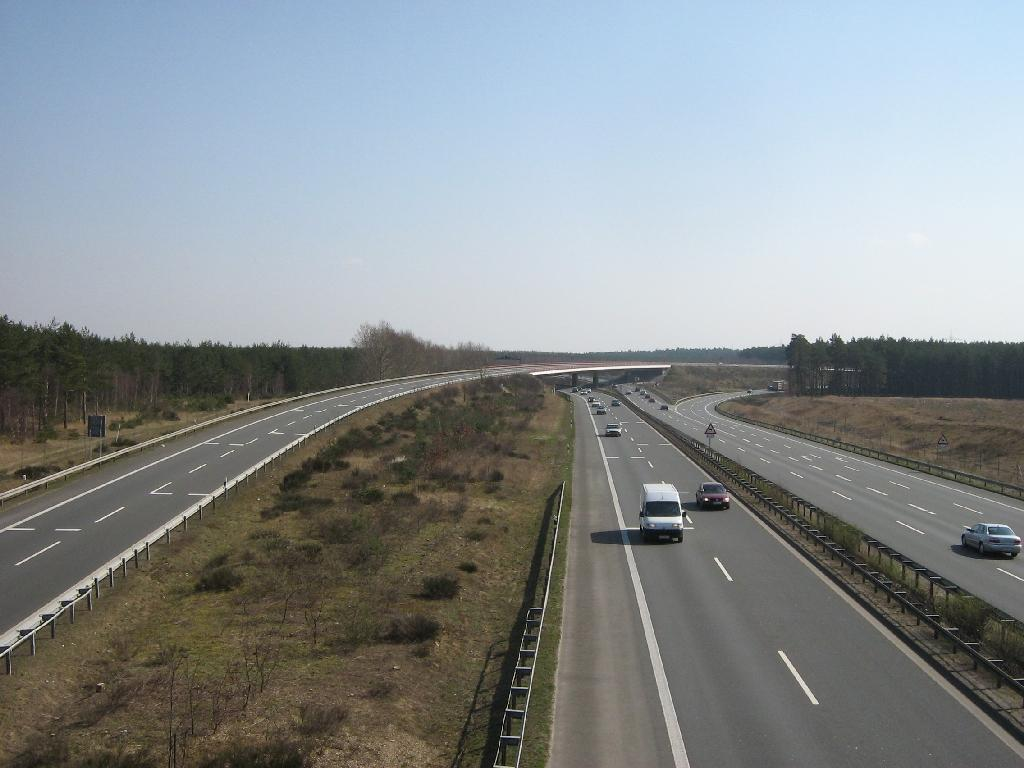
Begin van de A 9 op het Dreieck Potsdam

Het knooppunt ligt vlak bij de natuurgebieden Nuthe-Nieplitz en Hoher Fläming.

## Configuratie
Rijstrook
Nabij het knooppunt hebben zowel de A10 richting het westen naar het Dreieck Werder als de A9 2x3 rijstroken. De A10 richting het oosten heeft vier rijstroken richting het oosten en drie rijstroken het knooppunt.
Knooppunt
Het is een half sterknooppunt
De A10 vanaf Dreieck Werder sluit hier aan op de A10 vanuit het oosten die naadloos overgaat in de A9 richting Leipzig en München.

## Geschiedenis
In 1937 werd het knooppunt samen met de A10 opengesteld voor het verkeer.
Hiermee was de doorgaande Reichsautobahn tussen Hannover en Michendorf gereed. 
Hoewel het knooppunt toen al gereed was, als een Trompetknooppunt, was het pas geheel in gebruik toen de A9 vanaf het Schkeuditzer Kreuz en Dessau werd opengesteld in 1938
Het knooppunt kreeg zijn huidige vorm na de ombouw in het midden van de jaren 90 van de 20e eeuw.

## Historische namen
Historische namen voor het knooppunt waren
Leipziger Abzweig en in de DDR-tijd heette het knooppunt ook Abzweig Leipzig.

## Verkeersintensiteiten
Dagelijks passeren ongeveer 100.000 voertuigen het knooppunt. Hiermee behoort het tot de drukste in Brandenburg.
| Van             | Naar                         | Gemiddeld aantal voertuigen per dag | Percentage vrachtverkeer |
| --------------- | ---------------------------- | ----------------------------------- | ------------------------ |
| AD Potsdam      | AS Beelitz-Heilstätten (A 9) | 48.800                              | 16,2 %                   |
| AS Ferch (A 10) | AD Potsdam                   | 90.900                              | 19,1 %                   |
| AD Potsdam      | AS Glindow (A 10)            | 63.500                              | 23,2 %                   |

## Richtingen knooppunt
| Aansluitende wegen                      | Aansluitende wegen | Aansluitende wegen         | Aansluitende wegen | Aansluitende wegen                                  |
| --------------------------------------- | ------------------ | -------------------------- | ------------------ | --------------------------------------------------- |
| richting Maagdenburg / Hannover Hamburg |                    |                            |                    | richting Berlijn-Centrum / Potsdam Frankfurt (Oder) |
|                                         |                    |                            |                    |                                                     |
|                                         |                    |                            |                    |                                                     |
|                                         |                    |                            |                    |                                                     |
|                                         |                    | richting Leipzig / München |                    |                                                     |